# Ursula Wyss

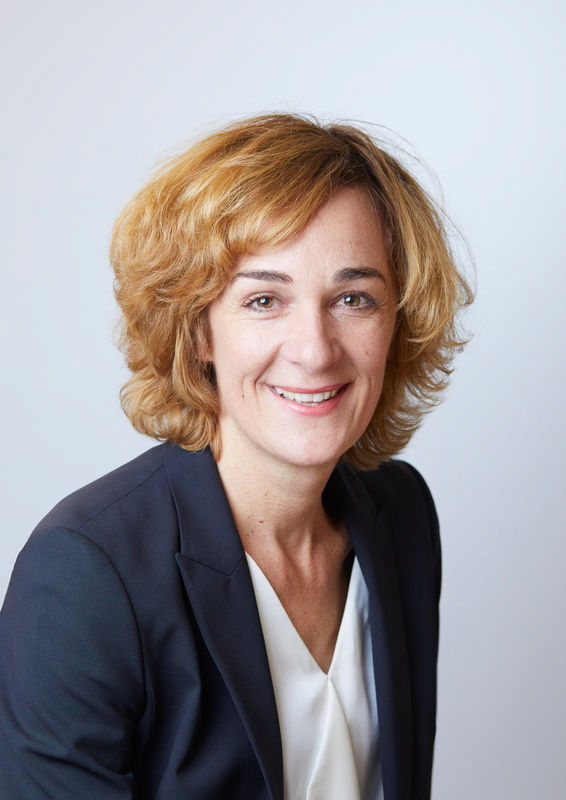
Ursula Wyss (2018)

Ursula Wyss (* 8. Februar 1973 in Davos; heimatberechtigt in Buchholterberg und Köniz) ist eine promovierte Ökonomin, Stadtplanerin und ehemalige Schweizer Politikerin (SP). Von 1999 bis 2013 war sie Nationalrätin. Von 2013 bis Ende 2020 gehörte sie der Berner Stadtregierung an und stand der Direktion für Tiefbau, Verkehr und Stadtgrün (TVS) vor. Heute führt sie ihr eigenes Beratungsbüro für strategische Stadtentwicklung und urbane Mobilität und berät Behörden und private Akteure. Sie ist Mitautorin des 2024 erschienenen Buchs 'Velowende. Für eine lebendige Stadt'. An verschiedenen Fachhochschulen ist sie als Dozentin tätig.

## Leben, Ausbildung und Beruf
1992 bestand Wyss die Matura am Gymnase Numa Droz in Neuenburg. Anschliessend studierte sie an der Universität Bern, der Universität Strathclyde in Glasgow und der Technischen Universität Berlin Volkswirtschaft und Allgemeine Ökologie. 1997 schloss sie in Bern mit dem Lizentiat ab. 2006 promovierte sie zur Dr. rer. oec. Weiter erlangte sie an der Universität Amsterdam einen Master in Urban and Regional Planning (MSc URP). Nach Stellen beim Büro für arbeits- und sozialpolitische Studien (BASS) und dem WWF Schweiz arbeitete sie am Institut für Volkswirtschaftslehre der Universität Bern. Heute führt sie ihr eigenes Beratungsbüro im Bereich strategische Stadtentwicklung und nachhaltige Mobilität.
Von 2013 bis 2020 stand sie dem Verwaltungsrat des Verkehrsbetriebes Bernmobil vor. Zudem präsidierte sie die Städtekonferenz Mobilität des Schweizerischen Städteverbands und war beratendes Vorstandsmitglied der Bau-, Planung- und Umweltdirektorenkonferenz (BPUK).
Wyss war viele Jahre Vorstandsmitglied der Berner Sektion des Verkehrs-Clubs der Schweiz (VCS), Mitglied des Patronatskomitees Energy Science Center (ESC) der ETH Zürich und des Fördervereins des Instituts für Kommunikations- und Medienwissenschaft (IKMB) der Universität Bern.
Bis heute ist sie u. a. Stiftungsratspräsidentin der Schweizerischen Verkehrsstiftung sowie Mitglied im Beirat der GEWA Stiftung für berufliche Integration.
Am 30. November 2024 wurde sie in den Vorstand von Pro Velo Schweiz gewählt.
Ursula Wyss lebt zusammen mit ihrem Partner Thomas Christen, und ihren zwei Kindern in Bern.

## Politik
1989 trat Wyss der SP bei. Von 1997 bis 1999 war sie im Grossen Rat des Kantons Bern.
Wyss wurde bei den Wahlen 1999 in den Nationalrat gewählt und in den Jahren 2003, 2007 und 2011 wiedergewählt. Von 2004 bis 2006 war sie Vizepräsidentin der SP Schweiz und von 2006 bis 2012 Präsidentin der SP-Fraktion der Bundesversammlung. Während ihrer Zeit als Fraktionsvorsitzende der SP hatte sie eine tragende Rolle bei der Abwahl des Bundesrats Christoph Blocher 2007. Wyss war Mitglied der Kommission für Umwelt, Raumplanung und Energie (UREK), der Staatspolitischen Kommission (SPK), der Finanzkommission (FK) sowie des Büros des Nationalrats.
Am 6. März 2011 unterlag sie als Kandidatin zur Stichwahl in den Ständerat mit 49,4 % dem SVP-Vertreter Adrian Amstutz.
Ihre politischen Schwerpunkte auf nationaler Ebene waren die Umwelt-, Klima- und Energiepolitik, Europa- sowie die Bildungspolitik. Regelmässig landete sie bei Parlamentarier-Rankings auf den vordersten Plätzen.
Am 25. November 2012 wurde Ursula Wyss mit dem besten Resultat in die fünfköpfige Regierung der Stadt Bern gewählt. 2013 trat sie als Nationalrätin zurück. Ihre Nachfolgerin im Nationalrat wurde die Berner Grossrätin Nadine Masshardt. In der Berner Stadtregierung führte Ursula Wyss die Direktion für Tiefbau, Verkehr und Stadtgrün. Ende November 2016 wurde sie als Gemeinderätin wiedergewählt, unterlag jedoch bei der Wahl zum Berner Stadtpräsidenten im zweiten Wahlgang gegen Alec von Graffenried. Auf Ende 2020 trat sie aus der Stadtregierung zurück.
Auf städtischer Ebene legte Ursula Wyss den Fokus auf die Förderung des Fuss- und Veloverkehrs. Mit der 2014 lancierten «Velo-Offensive» soll Bern zur Velo-Hauptstadt der Schweiz werden und bis im Jahr 2030 den Anteil Velofahrende verdoppeln. Dafür lancierte sie u. a. eines der innovativsten Fahrradverleihsysteme. In der Zwischenzeit figuriert Bern unter den Top Ten der globalen Fahrrad-Städte (Stand 2022).
Ein weiterer Schwerpunkt ist der öffentliche Raum und dessen Nutzung durch die Bevölkerung. In ihrem Positionspapier «Planen und Gestalten im Zeitalter von Pop-up» zeigt Wyss den Weg solcher Projekte.

## Veröffentlichungen
- Velowende. Für eine lebendige Stadt, Zürich, 2024, ISBN 978-3-907351-25-3[17]
- Arbeitszeitformen und Freizeitverhalten. Eine Zeitbudgetuntersuchung. Forschungsinstitut für Freizeit und Tourismus, Bern 2006, ISBN 3-905666-04-9 (Dissertation)